# Arkadij Brisz
Arkadij Adamowicz Brisz (ros. Аркадий Адамович Бриш, ur. 1 maja?/14 maja 1917 w Mińsku, zm. 19 marca 2016 w Moskwie) – radziecki fizyk, specjalista od broni atomowej, doktor nauk technicznych, profesor.

## Życiorys
Urodził się w rodzinie żydowskiego nauczyciela. W 1931 został uczniem elektromontera w Mińsku (do 1933), potem elektromonterem w wieczorowej szkole kolejowej. W 1940 ukończył studia na Wydziale Fizycznym Białoruskiego Uniwersytetu Państwowego i został młodszym pracownikiem naukowym w Instytucie Chemii Akademii Nauk Białoruskiej SRR, jednocześnie od 1937 do 1941 pełniąc funkcję sekretarza odpowiedzialnego i następnie przewodniczącego Białoruskiej Rady Ochotniczego Towarzystwa Sportowego „Nauka”. W czerwcu 1941 został powołany do Armii Czerwonej, potem służył jako zwiadowca Brygady Partyzanckiej im. Woroszyłowa w obwodzie mińskim, we wrześniu 1944 został odkomenderowany przez sztab ruchu partyzanckiego do Instytutu Maszynoznawstwa Akademii Nauk ZSRR, gdzie został młodszym pracownikiem naukowym. Studiował na aspiranturze Moskiewskiego Uniwersytetu Państwowego im. M.W. Łomonosowa, od 1947 brał udział w opracowaniu broni jądrowej w składzie pierwszej grupy specjalistów skierowanych do Biura Konstrukcyjnego-11 (KB-11), w którym był kolejno młodszym pracownikiem naukowym, pracownikiem naukowym i zastępca kierownika laboratorium naukowo-badawczego. W 1954 wziął udział w testowaniu broni atomowej. W 1955 został przeniesiony do Moskwy jako zastępca głównego konstruktora w filii nr 1 KB-11 Ministerstwa Budowy Maszyn Średnich ZSRR, od 1964 do 1997 pełnił funkcję głównego konstruktora, a od 1997 honorowego kierownika naukowego Wszechrosyjskiego Badawczego Instytutu Automatyki im. Duchowa, na które przemianowano KB-11. Zajmował się wszelkimi zagadnieniami związanymi z opracowaniem, produkcją i eksploatacją broni atomowej. Pod jego kierownictwem i przy jego bezpośrednim udziale wykonano szereg prac o ogólnokrajowym znaczeniu; opracowano, przetestowano i przekazano do produkcji wiele modeli ładunków jądrowych do systemów uzbrojenia różnych rodzajów sił zbrojnych. Był doktorem nauk technicznych (od 1958) i profesorem, napisał ponad 300 prac i publikacji naukowych. Został pochowany na cmentarzu w Mytiszczi.

## Odznaczenia i nagrody
- Medal Sierp i Młot Bohatera Pracy Socjalistycznej (6 maja 1983)
- Order Lenina (czterokrotnie, 13 maja 1955, 7 marca 1962, 29 lipca 1966 i 6 maja 1983)
- Order Rewolucji Październikowej (12 sierpnia 1976)
- Order Wojny Ojczyźnianej II klasy (11 marca 1985)
- Order Czerwonego Sztandaru Pracy (dwukrotnie, 8 grudnia 1951 i 4 stycznia 1954)
- Order Czerwonej Gwiazdy (30 grudnia 1948)
- Order „Za zasługi dla Ojczyzny” IV klasy (2008)
- Order Honoru (31 sierpnia 1999)
- Medal „Partyzantowi Wojny Ojczyźnianej” I klasy (21 marca 1945)
- Nagroda Leninowska (1960)
- Nagroda Stalinowska i klasy (1955)
- Nagroda Władz Federacji Rosyjskiej (2000)

I inne.